# Boris Gruszyn
Boris Andriejewicz Gruszyn (ros. Бори́с Андре́евич Гру́шин; 2 sierpnia 1929 w Moskwie, zm. 18 września 2007 tamże) – radziecki socjolog i filozof należący do grupy pionierów socjologicznych badań stosowanych w ZSRR.

## Publikacje
- Мнение о мире и мир мнений. М., 1967
- Массовое сознание. М., 1987

Przekłady na język polski
- B. A. Gruszyn: Struktura procesów dynamicznych. W: Socjologia w ZSRR (Tyt. oryg.: Sociologiâ v SSSR). tł. Zbigniew Gajczyk et al. ; wybór artykułów oraz red. : G. W. Osipow. Warszawa: Państwowe Wydawnictwo Ekonomiczne, 1966, s. 109-122. (pol.).